# Ethel Rojo
Ethel Inés Rojo Castro (Santiago del Estero, 23 de diciembre de 1937 - Buenos Aires, 24 de junio de 2012) fue una actriz, vedette de la revista porteña, bailarina y directora de teatro argentina. Durante su carrera artística de 50 años, incursionó en cine, teatro y televisión. Se presentó en Estados Unidos, Japón y demás países de Europa y América Latina. En 1981 recibió el Premio Konex - Diploma al Mérito en la disciplina Espectáculos: Vedette.

## Vida personal
Fue la hermana de la actriz y vedette Gogó Rojo; juntas actuaron en varias obras de teatro, en cine y en comedias. Su carrera incluyó giras por España, Francia, México, Estados Unidos, Uruguay, Colombia y Chile.
Estuvo casada con el empresario teatral y periodístico Héctor Ricardo García, por lo que llegó a ocupar la dirección artística del Teatro Astros. El miércoles 19 de noviembre de 2008, a los 70 años de edad, se casó con Gerardo González, tras 26 años juntos.
Tras casi un mes de internación en la clínica de la Fundación Favaloro como consecuencia de un mieloma múltiple, Ethel falleció en una mañana a las 7:30 del 24 de junio de 2012.

## Filmografía
- Pobre pero honrado (1955)
- El satélite chiflado (1956)
- Amor se dice cantando (1957)
- Tres de la Cruz Roja (1961)
- Mi adorable esclava (1961)
- Esa pícara pelirroja (1962)
- Minnesota Clay (1964)
- Fuerte Perdido (1965)
- Hay que romper la rutina (1974)
- Maridos en vacaciones (1975)
- La noche del hurto (1976)
- La obertura (1977)
- Sujeto volador no identificado (1980)
- La noche viene movida (1980)
- Frutilla (1980)
- Mingo y Aníbal contra los fantasmas (1985)
- Luisa (2008)

## Discografía
- 1978: "Eso / Últimamente no pasa nada" (Simple) - MICROFON ARGENTINA S.A.